# مارسيلو كازانوفا
مارسيلو كازانوفا (بالإيطالية: Marcello Casanova)‏ هو مجدف إيطالي، (ولد في جنوة في إيطاليا 1901  م).

## وصلات خارجية
- مارسيلو كازانوفا على موقع الاتحاد الدولي للتجديف (الإنجليزية)
- مارسيلو كازانوفا على موقع أوليمبيديا (الإنجليزية)